# Танцувай, танцувай, танцувай
„Танцувай, танцувай, танцувай“ е роман от 1988 година на японския писател Харуки Мураками.
Книгата е продължение на историята, разказана в „Преследване на дива овца“, но въпреки това не е част от „Трилогията на плъха“ (вкл. „Чуй как пее вятърът“, „Флипер“ и „Преследване на дива овца“). В България е издадена през 2009 година, в превод от Емилия Масларова.
Основните теми в творбата се припокриват с тези и от други творби на автора – загубата и нейното влияние, самотата и човешката нужда от социализиране.

## Сюжет
Внимание:  Текстът по-долу разкрива сюжета на произведението (или части от него)!
Сюжетът проследява приключенията на безименния герой от Преследване на дива овца, който решава да намери отново изчезналата си приятелка Кики, която заема основна роля и в предния роман. По време на търсенето си завързва приятелски отношения с 13-годипно момиче, неговата майка, която е известен фотограф, еднорък поет, стар приятел от гимназията, който е филмова звезда и рецепционистка в хотел, в която впоследствие се влюбва. Сюжетът включва и криминална история, като проследява разследването na убийството на млада елитна проститутка.